# Teatro Leal
El Teatro Leal és un edifici situat al carrer Obispo Rey Redondo de la ciutat de San Cristóbal de La Laguna, de l'illa de Tenerife, Illes Canàries. Va ser construït per ordre d'Antonio Leal el 1915, amb els plànols de l'arquitecte Antonio Pintor. El 1984 es va incorporar a la llista de teatres públics que havien de ser restaurats. El 1990 va tancar les portes. El 2008 van finalitzar les obres de restauració. L'aforament, després de la restauració, és de 608 espectadors.